# Богоявленская церковь (Шанхай)
Богоявленская церковь — православный храм Шанхайской епархии Китайской православной церкви. Разрушен в годы культурной революции.

## История
В 1901 году, после восстания ихэтуаней, когда в Пекине была разрушена Православная миссия, епископом Иннокентием (Фигуровским) был приобретён земельный участок с небольшим домом на территории Американской концессии в Чжабэе — районе Шанхая.
В феврале 1903 года состоялась закладка каменного храма во имя Богоявления Господня, а также каменного трёхэтажного церковного дома. 2 февраля 1905 года церковь была освящена Начальником Православной Миссии в Пекине епископом Иннокентием (Фигуровским). На освящении присутствовали команды русской военной эскадры адмирала З. П. Рожественского («Аскольд», «Ксения», «Свирь», «Тобол»). Настоятелем церкви был назначен архимандрит Симон (Виноградов). В здании, находящемся рядом с церковью, была организована школа для китайских мальчиков, а также велись занятия с учителями — православными китайцами.
В 1908—1909 годах настоятелем храма был протоиерей Павел Фигуровский. В 1917 году при настоятеле иеромонахе Евстафии при церкви был организован церковный хор мальчиков-китайцев, певших на славянском языке. Этот же хор пел при освящении нового здания Российского Генерального Консульства 1 января 1917 года.
В 1918—1919 годах во время эвакуации русских из Владивостока русское поселение в Шанхае заметно возросло и составило более тысячи человек. В декабре 1922 года с приходом в устье Янцзы эскадры адмирала Старка, эвакуировавшей тысячи беженцев из России, в том числе белых эмигрантов из войск генерала Глебова и дальневосточных казаков, численность русской колонии в Шанхае превысила 6 тысяч человек. Настоятелем церкви продолжал быть архиепископ Симон (Виноградов). Мирная жизнь русской колонии продолжалась до 1927 года, когда внутренняя война китайцев (северян и южан) достигла Шанхая и в 1927 году город был охвачен военными действиями.

### Разрушение храма в Чапее
Ворвавшиеся в Чжабэй воинские части южан не пощадили русской церкви, храм был опустошён и даже осквернён армией китайского генерала Чан Кайши. Члены причта смогли спастись и найти убежище на территории Французской Концессии под защитой Муниципальной полиции (в тот период в ней служило много русских). В 1928 году китайские войска освободили храм и в 1929 году богослужения возобновились, но большинство прихожан не решались ходить в старый храм и предпочитали временную церковь на территории Французской Концессии. Настоятелем Богоявленской церкви был назначен священник Мефодий Панин. Чжабэйский Богоявленский храм и Подворье при нём существовали до 1932 года, когда в ходе военных действий между Китаем и Японией храм и Подворье были уничтожены, а остатки сгорели, превратившись в руины.

### Новая церковь
В ноябре 1933 года японское военное командование письменно известило начальника Пекинской духовной миссии о возмещении причинённых убытков и спустя некоторое время началось строительство нового каменного Богоявленского храма.
В годы культурной революции храм пострадал и был разрушен.

## Настоятели
- 1905—1908 — Симон (Виноградов), архимандрит
- 1908—1909 — Павел Фигуровский, протоиерей
- 1916—1917 — Симон (Виноградов), архимандрит
- 1917—1918 — Евстафий (Прибылых), иеромонах (позднее — архимандрит)
- 1919—1927 — Симон (Виноградов), архимандрит
- 1928—1932 — Мефодий Панин, протоиерей († 28 апреля 1946, Китай)